# Tolkien Estate
De Tolkien Estate is een juridische entiteit die de nalatenschap van J.R.R. Tolkien beheert, waaronder het auteursrecht op zijn meeste werken. Individuele auteursrechten zijn echter in het bezit van dochterentiteiten zoals de J.R.R. Tolkien Discretionary Settlement en de Tolkien Charitable Trust. De aandelen van de familie Tolkien, inclusief de Tolkien Estate, worden beheerd door de Tolkien Company. Het bestuur van de Tolkien Company wordt gevormd door Christopher Tolkien, diens echtgenote Baillie Tolkien en een kleinzoon van J.R.R. Tolkien, Michael George Tolkien. De executeurs van de Tolkien Estate zijn Christopher Tolkien en advocaat Cathleen Blackburn van het advocatenkantoor Blackbur of Manches & Co.
De filmrechten van De Hobbit en In de ban van de ring (inclusief 'De Aanhangsels') werden in 1969 door J.R.R. Tolkien verkocht aan Tolkien Enterprises. Saul Zaentz is eigenaar van Tolkien Enterprises.